# بادبان (صورت فلکی)
بادبان(به انگلیسی: vela) یک پیکر آسمانی جنوبی است و مجاور صور فلکی تلمبه، قطب‌نما، کشتیدم، شاه‌تخته و قنطورس است.

## ویژگی‌های مهم
پرنورترین ستاره بادبان گاما بادبان است که قدر ظاهری ۱.۷۵ دارد و یک غول قرمز است.
کاپا بادبان نام خاصی به نام مارکِب دارد.
لامبدا بادبان نام خاصی به نام سوهایل داردکه نامی عربی است.

## اجرام عمقی آسمان
- NGC 3132:سحابی سیاره ای و 10,000 سال نوری تا زمین فاصله دارد.

## تاریخچه
این صورت فلکی بخشی از چهار صورت فلکی است که یک کشتی را می سازند و این صورت فلکی بادبان این کشتی است.